# Zeche Vereinigte Friedrich Wilhelm
Die Zeche Vereinigte Friedrich Wilhelm ist ein ehemaliges Steinkohlenbergwerk im heutigen Wetter-Esborn. Die Zeche war auch unter den Namen Zeche Flachsteich & Friedrich Wilhelm Erbstollen und Zeche Vereinigte Friedrich Wilhelm Erbstollen bekannt. Die Zeche wurde auch nur Zeche Friedrich Wilhelm genannt und ist aus der Konsolidation mehrerer eigenständiger Zechen entstanden.

## Bergwerksgeschichte
Am 22. März 1830 konsolidierten die Zechen Flachsteich, Vollmond, Regina, Radelbeck, Rabe und der Friedrich Wilhelm Erbstolln zur Zeche Vereinigte Friedrich Wilhelm. Im selben Jahr wurde am Schacht Johannes im Grubenfeld Flachsteich Abbau betrieben. Im Jahr 1833 wurde der Schacht Post geteuft. 1835 wurde am Schacht Post Abbau betrieben und im Feld Strauß der Erbstollen weiter vorgetrieben. Im Jahr 1839 wurden nur Ausrichtungs- und Hilfsarbeiten getätigt. Auch im darauffolgenden Jahr wurde nur das Grubenfeld weiter ausgerichtet. 1843 fand nur noch geringer Abbau statt und im August 1844 wurde die Zeche Vereinigte Friedrich Wilhelm stillgelegt. Am 30. November 1920 konsolidierte die Zeche Vereinigte Friedrich Wilhelm zur Zeche Alte Haase.

### Förderung
Die ersten bekannten Förderzahlen des Bergwerks stammen aus dem Jahr 1830, es wurden 11.478 Scheffel Steinkohle gefördert. 1835 sank die Förderung leicht auf 10.885 Scheffel Steinkohle. Die letzten bekannten Förderzahlen des Bergwerks stammen von 1844, in dem Jahr wurden 1815 Scheffel Steinkohle gefördert.